# Chris Beath
Christopher James Beath (* 17. listopadu 1984) je australský fotbalový rozhodčí v A-League.

## Kariéra rozhodčího
Byl rozhodčím na Australském národním mistrovství mládeže v letech 2003 a 2004.
Byl rozhodčím turnaje Kanga Cup 2002.
Od roku 2011 je mezinárodním rozhodčím FIFA, soudcoval mj. utkání Kirin Challenge Cupu mezi Japonskem a Islandem.
V roce 2015 byl Beath zapojen do výměnného programu s J-League.
Dne 4. dubna 2017 byl Chris Beath jmenován jedním z prvních videoasistentů rozhodčích (VAR) v Hyundai A-League, první nejvyšší fotbalové lize na světě, která tuto technologii implementovala.
V lednu 2018 byl Beath vybrán jako jeden z rozhodčích pro šampionát AFC U-23 2018, jenž se konal v Číně. Beath soudcoval v úvodním zápase tohoto turnaje.
Dne 5. prosince 2018 byl Beath jmenován rozhodčím na Asijském poháru AFC 2019 ve Spojených arabských emirátech.
V srpnu 2021 byl Beath jmenován do finálového zápasu mezi Brazílií a Španělskem na Letních olympijských hrách 2020, odložených kvůli pandemie covidu-19 na rok 2021.
Beath byl také jmenován na Mistrovství světa klubů FIFA 2021. Soudcoval zde mj. vítězství Al Ahly SC nad C. F. Monterrey (1:0), stejně jako finále mezi Chelsea FC a SE Palmeiras, které skončilo vítězstvím 2:1 pro Evropany v prodloužení díky pokutovému kopu potvrzenému zásahem VAR.
V roce 2022 byl Beath vybrán zařazen na seznam rozhodčích pro Mistrovství světa ve fotbale 2022 v Kataru.

## Zápasy
| Asijský pohár 2019 – Spojené arabské emiráty | Asijský pohár 2019 – Spojené arabské emiráty | Asijský pohár 2019 – Spojené arabské emiráty | Asijský pohár 2019 – Spojené arabské emiráty |
| Datum                                        | Zápas                                        | Místo                                        | Fáze                                         |
| -------------------------------------------- | -------------------------------------------- | -------------------------------------------- | -------------------------------------------- |
| 10. ledna 2019                               | Bahrajn 0–1 Thajsko                          | Dubaj                                        | Základní skupina                             |
| 17. ledna 2019                               | Libanon 4–1 Severní Korea                    | Šárdžá                                       | Základní skupina                             |
| 28. ledna 2019                               | Írán 0–3 Japonsko                            | Al Ajn                                       | Semifinále                                   |

| Mistrovství světa 2022 – Katar | Mistrovství světa 2022 – Katar | Mistrovství světa 2022 – Katar | Mistrovství světa 2022 – Katar | Mistrovství světa 2022 – Katar | Mistrovství světa 2022 – Katar | Mistrovství světa 2022 – Katar |
| Fáze                           | Datum                          | Tým 1                          | Skóre                          | Tým 2                          |                                |                                |
| ------------------------------ | ------------------------------ | ------------------------------ | ------------------------------ | ------------------------------ | ------------------------------ | ------------------------------ |
| Základní skupina C             | 22. listopadu 2022             | Mexiko                         | 0 : 0                          | Polsko                         | 3 (2+1)                        | 0                              |